# Catuaba
Catuaba ist eine Droge, die aus verschiedenen Pflanzen hergestellt wird. Verwendete Pflanzen sind neben anderen Trichilia catigua, Anemopaegma arvense und Erythroxylon-Arten (Verwandte des Cocastrauchs).

## Geschichte und Beschreibung
Erythroxylum catuaba wurde 1904 erstmals von A. José da Silva beschrieben (Da Silva, Arthur José 1904, 2004, 2005), um eine in Bahia (Brasilien) als Catuaba gesammelte Droge taxonomisch einordnen zu können. Allerdings ist außer der Beschreibung der Art kein Vergleichsmaterial in Herbarien vorhanden, mit dem man heute die von A.J. da Silva als Erythroxylon catuaba beschriebene Pflanzenart vergleichen könnte. Der legitime Status als anerkannte Art von Erythroxylum catuaba ist unsicher. Raymond Hamet (1936) hat sich der Beschreibung von Erythroxylum catuaba nochmals angenommen und stellte fest, dass die Beschreibung und Illustration der Pflanzenart durch A. José da Silva nicht zu anderen Arten des Pflanzengenus Erythroxylum passt. Bereits Hamet meinte, dass die Beschreibung von Erythroxylum catuaba möglicherweise eine Trichila-Art sei. Die Droge Catuaba wurde von anderen auch als von Tetragastris catuaba N.S. da Cunha (1939) (Familie Burseraceae) (Daly, 1990), und von Anemopaegma arvense (Vell.) Stellf. (Familie Bignoniaceae) abstammend beschrieben (Rodolpho Albino Dias da Silva, 1926, 1934). 
Auch Erythroxylum vaccinifolium Martius (1840) wird als die Art genannt, aus der Catuaba hergestellt wird.
1966 hat Adolpho Ducke festgestellt, dass Catuaba eine Trichilia-Art (Familie Meliaceae) sein muss. Luís Carlos Marques, Professor für Pharmakognosie an der Universidade Estadual de Maringá (Paraná), überprüfte nochmals diese Angaben und stellte fest, dass Trichilia catigua Adr. Juss. diejenige Art sei, aus der die Droge Catuaba gemacht wird (Mello 1996, Marques 1998). 
Nach Rodolpho Albino Dias da Silva (1926, 1934) wird der unterirdische Wurzelteil von Anemopaegma arvense (Vell.) Stellf. (synonym Anemopaegma mirandum (Cham.) Mart. ex DC) als Catuaba verwendet. Andere Autoren stellen fest, dass die Rinde von Trichilia catigua und auch von  Erythroxylum vaccinifolium dafür verwendet wird. In Deutschland ist die Droge als Catuabarinde bekannt. 
Eine neuere Untersuchung von Kletter et al. (2004) wirft ein genaueres Licht auf Catuaba. Nach eingehenden mikroskopischen Untersuchungen sind zwar häufig als Catuaba bezeichneten Drogen als Anemopaegma mirandum oder Trichilia catigua im Handel ausgewiesen, aber selbst die mit Anemopaegma sp. bezeichneten Drogen enthalten (zumindest teilweise) einen Anteil an einer Rinde, die mit der Rinde einer überprüften Vergleichsprobe von Trichilia catigua übereinstimmt. Demnach ist also Trichilia catigua die Art, aus der die Droge Catuaba überwiegend gemacht wird. 
Kletter et al. (2004) erhielten aber auch eine als Catuaba bezeichnete Droge aus Brasilien, die Tropan-Alkaloide aufwies und sich als Rinde von Erythroxylum vacciniifolium herausstellte. Weitere chemisch-analytischen Untersuchungen an Extrakten aus Trichilia catigua wiesen dagegen keine Alkaloide auf. Deshalb könnte man auf dieser Basis eine Unterscheidung treffen, ob eine als Catuaba angebotene Droge überwiegend Trichilia oder Erythroxylum enthält. Viele der im Handel erhältlichen Proben von Catuaba sind aber anscheinend eine Mischung aus der Rinde von Trichilia catigua und Erythroxylum-Arten, da sich in einigen der als Catuaba verkauften Proben Tropan-Alkaloide nachweisen ließen, die aber nach der mikroskopischen Untersuchung auch Trichila enthielten. 

## Inhaltsstoffe
Erste chemische Untersuchungen zu Erythroxylum vacciniifolium haben Graf und Lude (1977, 1978) veröffentlicht und daraus die Tropan-Alkaloide Catuabine A, B und C isoliert. Glasl et al. (2003, 2004) haben auch  Catuabine D daraus isoliert. Weitere Tropan-Alkaloide haben Zanolari et at. (2003, 2005) isoliert.

Catuabine A
Catuabine B
Catuabine C
Catuabine D

Im Gegensatz zu Erythroxylum coca enthalten die meisten anderen Erythroxylum-Arten kein Kokain, aber andere Tropan-Alkaloide. Bereits Evans (1981) hat einige Erythroxylum-Arten hinsichtlich der Phytochemie untersucht.

Cinchonain Ib

Untersuchungen zu Inhaltsstoffen von Trichilia catigua gibt es von Garcez et al. (1997) und Pizzalotti et al. (2002). Demnach wurden einige Sesquiterpene und Flavolignane charakterisiert. Das bereits bekannte Flavolignan Cinchonain Ib, ursprünglich isoliert aus Cinchona-Arten, wurde ebenfalls aus Trichilia catigua isoliert (Satoh, 2000). Diese Verbindung kann auch zur Identifizierung und Standardisierung der Droge Catuaba dienen (Beltrame, 2006; Rolim, 2006). Untersuchungen zum ätherischen Öl dieser Art wurde bereits von Castellani et al. (2003) publiziert.
Die zerkleinerte Catuaba-Rinde wird von der einheimischen brasilianischen Bevölkerung als Aphrodisiakum und zur Herstellung belebender und stärkender Tees verwendet. 
Wissenschaftlich konnte bis jetzt eine aphrodisierende Wirkung oder gar eine als „pflanzliches Viagra“ nicht nachgewiesen werden.
Der wässrige Pflanzenextrakt von Catuaba-Zubereitungen hat eine belebende Wirkung bei Menschen. In diesem Zusammenhang haben Campos et al. (2005) in einer Studie eine anti-depressive Wirkung eines Extraktes aus Trichilia catigua nachgewiesen.

## Rechtslage
In der EU unterliegt Catuaba der Novel Food Bestimmung. Bei der Einordnung eines Stoffes als neuartiges Lebensmittel/
neuartige Lebensmittelzutat (NF) im Sinne der Novel-Food-Verordnung bzw. als nicht neuartig in Nahrungsergänzungsmitteln (Not NFS) wurde der Novel-Food-Katalog der Europäischen Kommission berücksichtigt.
Die Bestandteile und die Bewertung (gemäß Stoffliste des Bundes und der Bundesländer Kategorie „Pflanzen und Pflanzenteile“) lauten: 
Erythroxylum catuaba A. J. SILVA ex RAYM.-HAMET gilt als NF, die Bestandteile Trichilia catigua A. JUSS und Anemopaegmamirandum
MART. als Not NFS / Liste C (Liste C: Stoffe, die mangels ausreichender Daten noch nicht abschließend beurteilt werden können).